# Asociación Médica Franco-Argentina
La Asociación Médica Franco-Argentina (AMFA) es una organización científica, sin fines de lucro, que agrupa a médicos de la Argentina y Francia, teniendo sedes en ambos países.

## Características generales
Se creó en 1946 como sociedad científica integrada por médicos de la Argentina y de Francia para promover la ciencia médica y mejorar la salud en ambos países. 
Se realizan sesiones científicas de manera alternativa en ambos países, difundiendo información científica, avances y distintos aspectos de la medicina. De esta manera realiza actividades de educación médica continua. 
La creación de la Asociación Médica Franco-Argentina fue anterior al Instituto Francés de Argentina (1964), dependiente de la Embajada, que fomentaba el desarrollo de las relaciones Franco-Argentinas en los ámbitos científicos y culturales.
Los actuales presidentes son el Dr. Paul Léophonte (Francia) y el Dr. Jorge Osvaldo Gorodner (Argentina) y Presidente de Honor, el Dr. Elías Hurtado Hoyo; teniendo sus sedes en el Servicio de Neumonología del Hôtel-Dieu de París y en la Asociación Médica Argentina de Buenos Aires.

## Reseña histórica
En 1946, siendo el Dr. Louis Pasteur Vallery-Radot presidente de la Misión Cultural Francesa, visitó Buenos Aires y fundó junto con el Dr. Nicolás Romano, entonces presidente de la Asociación Médica Argentina, la Asociación Médica Franco-Argentina.
El acto contó con la presencia del Embajador de Francia, Señor Wladimir d'Ormesson, escritor y periodista, amigo del Dr. Louis Pasteur Vallery-Radot. Ambos tenían una relación de amistad con el General Charles De Gaulle, quien presidía en aquellos tiempos el gobierno provisional de la República Francesa y quien visitaría, en 1964, Buenos Aires durante la Presidencia del Dr. Arturo Umberto Illia (único médico presidente de la Nación Argentina y Miembro de Honor de la Asociación Médica Argentina).
La creación de la AMFA fue pionera en acuerdos de cooperación científico-cultural entre ambos países y fue la primera en asuntos médicos, estrechando lazos entre los médicos de ambas naciones.

### Dr. Louis Pasteur Vallery-Radot
Médico francés (1886-1970), escritor, político y ministro de salud pública en Francia, durante el período llamado Cuarta República Francesa (1946-1958).
Fue Presidente de la Academia Nacional de Medicina de Francia, Presidente de la Cruz Roja Francesa en la Segunda Guerra Mundial, Miembro de la prestigiosa y selecta Academia Francesa (sillón 24), que vela por la lengua francesa, entre otros.
Se destacó como biógrafo de su abuelo, el ilustre químico Louis Pasteur (1822-1895), considerado un héroe nacional en Francia por el aporte científico que demostraba que las enfermedades infecciosas eran contagiadas por microorganismos.
También fue distinguido con la Gran Cruz de la Legión de Honor, Cruz de la Guerra 1914-1918, Medalla de la Resistencia, Comendador de las Palmas Académicas, Comendador de las Artes y las Letras, entre otras distinciones.

### Dr. Nicolás Romano
Médico argentino (1889-1977), especialista en clínica médica y reconoció al Dr. Mariano R. Castex como uno de sus maestros. En el momento en que fundó la Asociación Médica Franco-Argentina tenía 57 años y era Director del Hospital General de Agudos “Carlos Durand”, de la Ciudad de Buenos Aires y profesor titular de Clínica Médica de la Universidad de Buenos Aires. 
Había incursionado de joven en política universitaria y ya lo estaba haciendo en política nacional. Como detalle, en 1937, cuando contaba con 48 años y como Profesor de la Facultad de Medicina de la Universidad de La Plata, donde impartía Cátedra de Clínica Médica, la representó en la Reunión de Rectores de Universidades que se realizó en París.